# Xylesthia horridula
Xylesthia horridula är en fjärilsart som beskrevs av Philipp Christoph Zeller 1877. Xylesthia horridula ingår i släktet Xylesthia och familjen äkta malar.
Artens utbredningsområde är Colombia. Inga underarter finns listade i Catalogue of Life.